# 중국의 숫자
이 문서는 중국의 숫자에 대해 설명한다.

## 좋아하는 숫자

### 8
중국인들이 가장 좋아하는 숫자는 8이다. 중국어로 8의 발음은 돈을 많이 번다는 의미를 가진 파차이(发财)의 파 발음과 비슷하다. 8자가 많이 들어가는 전화번호나 자동차의 번호는 막대한 프리미엄이 붙어 거래된다. 백화점의 고급 상품들은 8888위안이나 8만 8888위안 등으로 가격이 적혀 있는 경우가 많다. 2008년 베이징 올림픽에서 개회식을 8월 8일 오후 8시 8분에 열었다.

### 9
중국인들이 8 다음으로 좋아하는 숫자는 9이다. 발음이 길다거나 장수한다는 의미를 가진 주(久)와 같다. 해마다 9월 9일에는 젊은 청춘남녀들의 결혼식을 많이 거행한다.

### 6
6은 발음이 모든 것이 잘 풀려나간다는 뜻을 가진 류(流)와 같다.
- 중국인들은 일반적으로 홀수를 싫어하고 짝수를 좋아한다. 결혼 등의 잔치에 부조금이나 선물을 보낼 때는 항상 짝수로 해야한다.

## 싫어하는 숫자

### 4
4는 짝수이기는 하지만 중국인들이 가장 꺼려하는 숫자이다. 죽음을 의미하는 쓰(死)와 발음이 같다.

### 10
발음이 쓰와 비슷할 뿐 아니라 모든 것이 끝났다는 의미를 가지고 있다. 물론 일부 중국인들은 일이 잘 마무리됐다는 의미에서 10이라는 숫자를 좋아하기도 한다.

### 13
싫어하는 이유는 딱히 없다. 외국인들이 싫어하는데 굳이 우리가 좋아할 이유가 있느냐 정도이다. 상하이에서 스싼덴(13点)이라는 은어가 쓰이는데 바보, 멍청이라는 의미를 가지고 있다.
- 싫어하는 숫자도 그냥 혐오하는 것이 아니다. 실생활에서 웬만하면 마주치지 않으려고 적극 노력한다. 전국 곳 고층 빌딩과 아파트에는 4층과 13층, 14층, 24층이 없는 경우가 허다하다. 공식적으로는 30층인 고층 아파트가 사실은 26층인 경우가 많은 것은 바로 이 때문이다.

### 7
7은 '화내다'를 뜻하는 'shēngqì(生气)의 qì(气)와 발음이 비슷하여 싫어한다.

## 같이 보기
- 팔괘
- 중국의 산학
- 중국어 수사
- 수비학